# Шамотій Валерій Миколайович
Валерій Миколайович Шамотій (нар. 30 січня 1966, Дніпропетровськ) — український підприємець, президент і співвласник корпорації «Логос» (з 1995), Голова наглядової ради Корпорації «Перший національний виноробний холдинг», власник розважального комплексу «Бартоломео». Також володіє ТМ «Таврія», ALeXX і «Інкерман».

## Біографія
Народився 30 січня 1966 року у Дніпропетровську. За освітою інженер та юрист. Закінчив Дніпропетровський транспортний інститут (1988) та Харківську юридичну академію (1996).
Бізнесом займається з 1988 року, коли став засновником ряду кооперативів та приватних підприємств. У 1995 році заснував корпорацію «Логос». Сьогодні Logos Development Group будує готелі та торгові центри[джерело?].
В 2007 році журнал «Фокус» поставив Шамотія на 34 місце в списку найвплиповіших дніпропетровців.
У 2008 році «Фокус» оцінював активи підприємця в $ 147 млн. — 127 в рейтингу 130 найбагатших людей України.
У листопаді 2010 року став одним із засновників «Першого національного виноробного холдингу». До холдингу входить група компаній, що ведуть бізнес повного виробничого циклу — комплекс з провідних кримських виноградарських господарств, підприємств по первинній переробці винограду і безпосередньо заводів вторинного виноробства — ТОВ «Інкерманський завод марочних вин» (Севастополь) та АПФ «Таврія» (Нова Каховка) та інші.
У власності бізнесмена також знаходяться компанії, що продають автомобілі Subaru і Maserati та займають понад 80 % українського ринку скутерів і аквабайків[джерело?].

## Активи
За даними видання «Фокус» здійснює контроль над такими комерційними підприємствами[джерело?]:
- Корпорація «Логос»;
- Корпорація «Перший національний виноробний холдинг»[5];
- РК «Бартоломео»;
- ТМ «Таврія»;
- ТМ «ALeXX»;
- ТМ «Інкерман».

## Особисте життя
Одружений. Проживає в Дніпрі[джерело?].

## Нагороди та подяки
- Знак «За відродження України» Другого ступеня;
- «Орден Христа Спасителя» Української Православної Церкви;
- «Орден Святого Миколи Чудотворця» ІІ ступеня;